# Christian Friedrichs
Caspar Christian Friedrich Friedrichs (* 17. Dezember 1787 in Ilmenau; † 11. Februar 1849 in Verden) war ein deutscher Verwaltungsjurist.

## Leben
Friedrichs war Sohn des Oberamtmanns Christian Friedrich auf der Domäne Blumenau bei Wunstorf und seiner Ehefrau Melusine geb. Niemeyer. Nach dem Besuch der Landesschule Pforta studierte er von 1807 bis 1809 Rechtswissenschaften an der Universität Göttingen. Er war Mitglied der vor dem 18. Januar 1809 heimlich bestehenden Landsmannschaft Hannovera und  am 18. Januar 1809 Mitstifter des Corps Hannovera Göttingen. Er trat in den Verwaltungsdienst des Königreichs Hannover als Amtsauditor ein und wurde dann Amtsassessor im Amt Polle, einer Exklave an der Weser. Ab 1825 war er Amtsassessor im Amt Harsefeld bei Stade. 1837 wurde er Amtmann des Amts Lehe in Lehe, heute ein Ortsteil von Bremerhaven. Friedrichs erwarb 1842 ein Rittergut in Siedenburg bei Hoya. Hier wurde er zum Deputierten der Ständeversammlung von den Grafschaften Hoya und Diepholz gewählt. Er trat 1848 in den Ruhestand. 
Friedrichs war verheiratet mit Christiane Antoinette geb. Schrewe, der Tochter des Gutsbesitzers Justus Friedrich Schrewe in Siedenburg und seiner Ehefrau Friederike Antoinette geb. von Jeinsen. Die beiden hatten einen Sohn und drei Töchter.